# Мири (Малезија)
Мири (малајс. Miri, кин: 美里) приморски је град на североистоку Саравака у Малезији, смештен у близини границе са Брунејом, на острву Борнео. Град се простире на површини од 997,43 km², налази се 798 km североисточно од Качинга и 329 km југозападно од Кота Кинабалу. Мири је други град по величини у Сараваку, са 234.541 становника од 2010.
Пре него што је Мири основан, Маруди је био административни центар северне регије Саравак. Компанија Мири основана је 1910. године када је Ројал Дач Шел избушио први извор нафте. Откриће нафтног поља у Мирију довело је до брзог развоја града. Град је постао административно средиште северне регије Саравак до 1929. године. Током Другог светског рата, Брукеова влада уништила је нафтна поља Мири да би саботирала јапанске операције у југоисточној Азији, али без успеха; град Мири био је прва тачка искрцавања јапанских трупа на Борнеу. Каснија јапанска окупација довела је до тога да је Мири постала мета савезничких ваздушних напада који су проузроковали уништавање рафинерија нафте. Нафтна индустрија је и даље била главни играч у градској економији након рата. Истраживање нафте кренуло је од педесетих година 20. века, али су после тога пронађена нова унутрашња нафтна поља 1989. и 2011. године. Године 1974. формирање малезијске нафтне и гасне компаније Петронас довело је до сарадње између Петронаса и Шела на истраживању нафте у региону Мири. Године 2005. Мири је постала десети град у Малезији који је добио званични статус града, први недржавни главни град који је добио такав статус.
Мири се налази на листи Унеско светске баштине. Национални парк Гунунг Мулу је највећа позната пећинска дворана на свету, и даље је једно од омиљених одредишта за еко-туризам у Мирију. Мири је, такође, родно место малезијске нафтне индустрије. Остале велике индустрије у граду укључују дрвну индустрију, афричку уљану палму и туризам.

## Етимологија
Град Мири је добио име по мањинској етничкој групи која се зове „Јати Меирек“ или једноставно „Мирек“ или „Мириек“. Ова етничка група су најранији досељеници у региону дивизије Мири. Европљани који су касније дошли у регион ради истраживања нафте погрешно су изговорили „Мириек“ као „Мири“ и ово име се и данас користи.

## Праисторија
Први трагачи за храном посетили су западне дворане пећине Ниах (налази се 110 км југозападно од града Мири) 50.000 година када је Борнео био повезан са копном југоисточне Азије. Предео пећине Ниах био је сув и отворенији него сада. Праисторијска пећина Ниах била је окружена мозаиком затворених шума са жбуњем, парком, мочварама и рекама. Први трагачи за храном су је открили у прашумама кроз лов, риболов, сакупљање мекушаца и сакупљање биљака. Најранији докази о људској популацији на том подручју датирају од 40.000 пре нове ере, у пећини Ниах, у палеолитском периоду. О томе сведочи откриће лобање Хомо сапиенса 1958, што је најстарија модерна људска лобања у југоисточној Азији. Лобања вероватно припада адолесценткињи од 16 до 17 година. Такође су пронађени остаци дивовског азијског љускавца који датирају из периода од 30.000 година пре нове ере и мезолитски и неолитски гробови у пећини Ниах.

## Историја

### Администрација Брука
Чарлс Брук је наследио Џејмса Брука као нови раџа Саравака 1868. До 1883. године, султан Брунеја Абдул Момин уступио је област Барам (укључујући Мири) Чарлсу Бруку. Подручје Мири је у то време још увек било рибарско село. Било је то мало насеље окружено мангровама и нипама. Састојале су се од 20 разбацаних кућа, неколико дрвених продавница којима су управљали кинески и арапски трговци. Изграђена је тврђава у Клодету (данашњи Маруди, 43 km источно од Мирија) 1883. године. Клодет је постао административни центар дивизије. Чарлса Хосеа наследио је Креспигниј као нови становник 1891. године, а тврђава у Маруди преименована је у тврђаву Хосе. Да би обновио мир међу различитим етничким племенима која се боре у региону Барам, Чарлс Хосе је одлучио да организује мировну конференцију у својој тврђави у априлу 1899. Ова мировна конференција такође је довела до организовања прве Барам регате, дугог тркачког такмичења међу домороцима које се наставило одржавати до данас.
Документација кинеске династије Сунг, помиње увоз камфора и нафте Борнео у 11. веку. Године 1882. Креспигниј известио је владу Бруке о 18 ручно ископаних нафтних извора у области Мири. Такође је препоручио да подручје у близини реке Мири треба детаљно истражити. Међутим, његове препоруке су игнорисане. Али када је Чарлс Хосе преузео резиденцијалну канцеларију 1891. године, заинтересовао се за идеју Креспигниј и почео да сарађује с њим. Креспигниј је почео да врши мапирање процуривања нафте око подручја Мири, међутим саветник геолог из Енглеске обесхрабрио је истраживање нафте због лоших логистичких услова. Након пензионисања са административних положаја у Сараваку, Чарлс Хосе се вратио у Енглеску. Касније је отишао у Лондон да са англосаксонским нафтним компанијама (касније постала део Ројал Дач Шелa 1907) разговарао о идеји истраживања нафте у Мирију. Бењамин, директор председништва нафтне компаније, био је заинтересован за ову идеју. Коначно, 1909. године, Џејмс Брук је дошао у Лондон да потпише први уговор о нафтном рударству Саравак. Ерб је почео да мапира нафтна поља Мири од августа 1909. до јула 1910. Такође је утврдио да је локација позната као „Мири Хил“ (данас позната као „Канада Хил“, 150 m надморске висине) погодна да делује као антиклинала за бушење нафте.
Коначно, 10. августа 1910. започета је прва операција бушења нафте. Од 22. децембра 1910. око Мирија избушена су 624 копнена бунара до 1972. године, која су заједнички позната као „поље Мири“. Поље Мири једино је копнено поље у Сараваку, јер се производња нафте померила у мору од касних 1950-их. Први нафтни извор на канадском брду произвео је укупно 0,65 милиона бура нафте у наредних 60 година до затварања 31. октобра 1972. Прва рафинерија нафте и подморски цевовод изграђени су у Мирију 1914. године. Рафинерија нафте је од тада пресељена у Лутонг (11 km северно од Мирија) 1916.
Резиденција се преселила из Марудија у Мири 1912. године. Мири је расла брзо као стопа производње нафте од компаније Шел. Године 1920. у Мирију су изграђени путеви. У град су купљени и бицикли и мотоцикли. До 1921. године у Мирију је било 40 продавница, са једном енглеском и једном кинеском школом. Касније су у град уведени моторни аутомобили. Године 1924. изграђен је пут који повезује Мири са Лутонгом. До 1925. године уведено је ротационо бушење. Производња нафте наставила је да расте све док 1929. није достигла врхунац од 15.211 бура дневно. Побољшано је снабдевање водом, рашчишћене су џунгле и изграђено је више путева. Мири је 1929. године постао административни центар читаве регије Барам.

### Јапанска окупација
Брукова влада активно је лобирала да британска влада прихвати Саравака као једног од својих протектората у случају рата. До 1888. године Британци су се коначно сложили да Сараваку доделе заштиту. Британци су послали неколико трупа у Саравак да ојачају одбрану 1930-их. До 1938. године, под вођством Чарлса Вајнера Брука, аеродроми су изграђени у Мири, Качингу, Оји и Мукаху, у припреми за предстојећи рат. Међутим, до 1941. године, британска краљевска морнарица и краљевско ваздухопловство повукли су се из Саравака и вратили се у Сингапур. Стога је британска влада заговарала „политику спаљене земље“ за владу Бруке у случају јапанског напада. Схема порицања формулисана је за уништавање нафтних инсталација у Мирију и Лутонгу. То је било зато што је обалу дужине од 30 миља од Лутонга до Мирија било немогуће одбранити од јапанског искрцавања због недостатка радне снаге. До маја 1941. године, једна пешадијска чета из Панџаба 2/15, краљевска артиљеријска батерија Хонгконга и Сингапура од 6 инча и један вод краљевских инжењера били су смештени у Мирију да надгледају уништавање нафтних поља. У августу 1941. изведена је операција смањења производње уља Мири за 70%.
Убрзо након вести о јапанском нападу на Перл Харбор, виђени су јапански авиони како извиђају изнад Мирија. Брукова влада одлучила је о потпуном уништавању нафтних поља и аеродрома у Мирију. Службеници компаније Шел добили су наређење за спровођење шеме порицања 8. децембра 1941. године. Увече истог дана задатак је завршен. Сви нафтни бунари запечаћене су виталном опремом и машинеријом растављене и отпремљене у Сингапур. Квалификовани радници и важни папири компаније такође су послати заједно са опремом у Сингапур. Девет дана након бомбашког напада, 16. децембра 1941. године, у Перл Харбору, јапанске трупе од 10.000 људи искрцале су се на плажу Тањунг Лобанг, Мири, без већег отпора. Међутим, 19. децембра 1941. холандски летећи брод са острва Таракан напао је јапански разарач Шинономе (под командом Хирошија Сасагава) код Мири. Брод је потопљен заједно са целокупном посадом од 228. Још један летећи брод X-33 такође је оштетио јапански транспортни брод. Након пада Сингапура 15. јануара 1942, Јапанци су квалификоване раднике који су се сакрили са својом опремом вратили у Мири. Већина јапанске опреме за бушење и рафинерију нафте била је преносива. Укупно је произведено 0,75 милиона бура током јапанске окупације од 1941. до 1945.
Током окупације, Мири и Лутонг постали су периодични субјекти савезничких ваздушних напада и бомбардовања. Хране, одеће и лекова било је мало. Радници јапанске службе за снабдевање нафтом коришћени су за реконструкцију и одржавање моста и аеродрома Лутонг од штете савезничких бомбардовања.

### Савремено доба
Петронас, малезијска национална нафтна и гасна компанија, основана је 1974. Као резултат, систем концесије је промењен у систем уговора о подели производње између Шела и Петронаса. Све стране нафтне компаније, укључујући Шел, морале су да добију лиценце од Петронаса. Прва два потписана су 30. новембра 1976. Стране нафтне компаније морају задржати највише 41% произведене нафте док се не поврате првобитни трошкови. Након повратка својих улагања, нафтне компаније ће задржати 30% прихода након што се одбију сви оперативни трошкови и хонорари за нафту. Петронас је такође основао компанију која је била директно укључена у истраживање, развој и производњу нафте и гаса у земљи. Петронас је такође покренуо пројекат енгл. Baram Delta Gas Gathering који укључује прикупљање и компресију гаса из пет поља, и то Бети, Бекор, Барам, Барониа и западни Лутонг, смештених 10 км до 45 км од обале Мирија. Ово служи за осигуравање минимализације губитка гаса током производње нафте. Петронас и Шел такође су укључени у образовне активности попут доделе стипендија заслужним студентима. Обе компаније су такође укључене у први малезијски пројекат од базена до гребена, у покушају да сачува био-морски живот у морском приобаљу Мири. У овом пројекту направљена је напуштена платформа која је постала део гребена Сива. Обе компаније такође су започеле оснивање резервата природе Пиасау 2014. године.
Општинско веће Мири усвојило је морског коњића као званични симбол града. Предложио га је бивши главни министар Саравака Абдул Таиб Махмуд и представио га у оквиру кампање „Волим Мири“ 1994. године. Морски коњић је одабран због своје препознатљиве фигуре нежног и грациозног покрета. Ове карактеристике описују више етничких и културних идентитета Мири који живе у миру и хармонији са добрим животним вредностима. Такође означава локацију града Мири у близини мора и коралних гребена и статус града као рајског одмаралишта.

Мири је 20. маја 2005. подигнута у статус града и постала је десети град Малезије. Мири је такође први град у Малезији који није главни град државе који је добио статус града. Дан града Мири слави се сваке године 20. маја откако га је прогласио прошли главни министар Абдул Таиб Махмуд. Временска капсула која садржи новински чланак дана и књигу сувенира сахрањена је у музеју нафтне науке на канадском брду Мири. Капсула времена биће отворена 100 година касније, 20. маја 2105. Такође је учињен напор да се Мири развије као одмаралиште за живот.

## Управљање
Град Мири бира једног члана парламента из посланичког места у Парламент Малезије. Град такође бира троје парламентарца у законодавну скупштину државе Саравак, и то Пиасау, Пујут и Сенадин.

### Локална власт и дефиниција града
Миријем је раније управљало општинско веће, 24 године. Надограђен је на Градско веће Мири 20. маја 2005. године. Површина је 977,43 km². Налази се на граници округа Мири, који се састоји од града Мири, подкруга Сибути и Ниах, са укупно 290.274 становника и укупне површине 4707 m². Резиденција и окружна канцеларија налазе се у граду Мири.

## Географија
Налази се на алувијалној равници реке Мири, на западној обали северног Саравака на острву Борнео. Због преовлађујуће јужне приобалне струје, нанос плаже је баријерно острво између реке Мири и обале узрокујући „Јазо ефекат“ где река тече паралелно са обалом пре него што се улије у јужно кинеско море. Град се претежно налази на унутрашњој (источној) страни реке Мири са само неколико местимичних стамбених четврти, голф клубом и малим аеродромом на полуострвском путу.

### Клима
Мири има тропску прашумску климу. Постоје две сезоне Монсуна: југозападни монсун, чија је сушна сезона од априла до септембра, и североисточни монсун, чија је влажна сезона од октобра до марта. Годишња количина падавина је око 250 до 380 cm. Температура ваздуха је између 23 °C до 32 °C током целе године. У ретким приликама температура може досећи и до 18 °C до 16 °C, нарочито у месецима новембру, децембру и јануару. Најнижи икад забележен је у децембру 2010. године када је температура пала на 11 °C.
| Клима Мири (1971—2000, екстреми 1940—1999)                                                                    | Клима Мири (1971—2000, екстреми 1940—1999) | Клима Мири (1971—2000, екстреми 1940—1999) | Клима Мири (1971—2000, екстреми 1940—1999) | Клима Мири (1971—2000, екстреми 1940—1999) | Клима Мири (1971—2000, екстреми 1940—1999) | Клима Мири (1971—2000, екстреми 1940—1999) | Клима Мири (1971—2000, екстреми 1940—1999) | Клима Мири (1971—2000, екстреми 1940—1999) | Клима Мири (1971—2000, екстреми 1940—1999) | Клима Мири (1971—2000, екстреми 1940—1999) | Клима Мири (1971—2000, екстреми 1940—1999) | Клима Мири (1971—2000, екстреми 1940—1999) | Клима Мири (1971—2000, екстреми 1940—1999) |
| Показатељ \ Месец                                                                                             | .Јан.                                      | .Феб.                                      | .Мар.                                      | .Апр.                                      | .Мај.                                      | .Јун.                                      | .Јул.                                      | .Авг.                                      | .Сеп.                                      | .Окт.                                      | .Нов.                                      | .Дец.                                      | .Год.                                      |
| --- | ------------------------------------------ | ------------------------------------------ | ------------------------------------------ | ------------------------------------------ | ------------------------------------------ | ------------------------------------------ | ------------------------------------------ | ------------------------------------------ | ------------------------------------------ | ------------------------------------------ | ------------------------------------------ | ------------------------------------------ | ------------------------------------------ |
| Апсолутни максимум, °C (°F)                                                                                   | 33,3 (91,9)                                | 33,9 (93)                                  | 35,4 (95,7)                                | 35,5 (95,9)                                | 35,2 (95,4)                                | 34,4 (93,9)                                | 35,0 (95)                                  | 34,4 (93,9)                                | 34,1 (93,4)                                | 34,4 (93,9)                                | 33,9 (93)                                  | 33,9 (93)                                  | 35,5 (95,9)                                |
| Максимум, °C (°F)                                                                                             | 29,9 (85,8)                                | 30,2 (86,4)                                | 30,9 (87,6)                                | 31,3 (88,3)                                | 31,6 (88,9)                                | 31,5 (88,7)                                | 31,2 (88,2)                                | 31,3 (88,3)                                | 31,0 (87,8)                                | 30,7 (87,3)                                | 30,5 (86,9)                                | 30,3 (86,5)                                | 30,87 (87,56)                              |
| Минимум, °C (°F)                                                                                              | 23,1 (73,6)                                | 23,2 (73,8)                                | 23,5 (74,3)                                | 23,8 (74,8)                                | 23,9 (75)                                  | 23,6 (74,5)                                | 23,3 (73,9)                                | 23,4 (74,1)                                | 23,4 (74,1)                                | 23,4 (74,1)                                | 23,3 (73,9)                                | 23,3 (73,9)                                | 23,43 (74,17)                              |
| Апсолутни минимум, °C (°F)                                                                                    | 20,6 (69,1)                                | 19,4 (66,9)                                | 21,1 (70)                                  | 20,6 (69,1)                                | 21,7 (71,1)                                | 20,6 (69,1)                                | 21,1 (70)                                  | 21,1 (70)                                  | 21,7 (71,1)                                | 21,1 (70)                                  | 22,2 (72)                                  | 20,0 (68)                                  | 19,4 (66,9)                                |
| Количина кише, mm (in)                                                                                        | 240,5 (9,469)                              | 160,5 (6,319)                              | 134,4 (5,291)                              | 177,9 (7,004)                              | 193,7 (7,626)                              | 204,9 (8,067)                              | 179,4 (7,063)                              | 210,9 (8,303)                              | 249,5 (9,823)                              | 317,2 (12,488)                             | 295,5 (11,634)                             | 349,2 (13,748)                             | 2.713,6 (106,835)                          |
| Дани са кишом (≥ 1.0 mm)                                                                                      | 14                                         | 10                                         | 9                                          | 12                                         | 13                                         | 12                                         | 11                                         | 12                                         | 14                                         | 17                                         | 17                                         | 18                                         | 159                                        |
| Релативна влажност, % (у 14:00 ч.)                                                                            | 76                                         | 78                                         | 77                                         | 74                                         | 74                                         | 73                                         | 72                                         | 73                                         | 73                                         | 75                                         | 76                                         | 76                                         | 74,8                                       |
| Сунчани сати — месечни просек                                                                                 | 170,3                                      | 172,1                                      | 201,8                                      | 216,5                                      | 220,0                                      | 205,6                                      | 213,3                                      | 202,3                                      | 184,6                                      | 184,4                                      | 189,0                                      | 185,4                                      | 2.345,3                                    |
| Извор #1: Светска метеоролошка организација                                                                   |                                            |                                            |                                            |                                            |                                            |                                            |                                            |                                            |                                            |                                            |                                            |                                            |                                            |
| Извор #2: Национална управа за океане и атмосферу (1961—1990), Метеоролошка служба Немачке (екстреми и влага) |                                            |                                            |                                            |                                            |                                            |                                            |                                            |                                            |                                            |                                            |                                            |                                            |                                            |

## Демографија
- Храм Сан Чинг Тиан
- Џамија Нур Хиџре

 Становници Мирија зову се „Миријанци“.
| Година | Становништво | Годишња стопа раста |
| ------ | ------------ | ------------------- |
| 1940.  | 11.000       | -                   |
| 1960.  | 24.049       | +3,99%              |
| 1970.  | 34.613       | +3,71%              |
| 1980.  | 52.125       | +4,18%              |
| 1991.  | 102.878      | +6,38%              |
| 2000.  | 167.535      | +5,57%              |
| 2010.  | 234.541      | +3,42%              |

### Етничка припадност
| Укупно становника | Малајци | Ибан   | Бидајух | Меланау | Бумипутра | Кинези | Индијци | Остало | Странци |
| ----------------- | ------- | ------ | ------- | ------- | --------- | ------ | ------- | ------ | ------- |
| 290.274           | 52.954  | 85.026 | 3.727   | 9.012   | 31.704    | 77.869 | 1.186   | 1.609  | 27.187  |

Према малезијском попису становништва из 2010. године, град Мири има укупно 234.541 становника. Аутохтоно становништво чини највећу етничку групу у граду (61,3%, 143.736) коју чине Ибан (61.273), Малајци (46.723), друга аутохтона племена (24.119), Меланау (8.313) и Бидајух (3.308). Следе Кинези (32,1%, 75.329), не-Малезијаци (5,7%, 13.362) Индијци (0,5%, 1.134) и остали (0,4%, 980). Мири има 19 од 27 Саравак етничке групе. Већина не-Малезијаца у Мирију су људи са Сулука и Бајауа са југа Филипина, који раде у Делти Барама као рибари. Такође постоје имигранти из Сулука и Бајауа који улазе у Мири.

### Језици
Постоји велика разноликост у погледу језика који се говоре у Мирију, јер је то место где има миграната из целог Саравака, неколико западних Малезијаца, неколико странаца и неколико Евроазијаца. Међу главним језицима који се овде говоре су малајски: који укључује и локалну разноликост малајског, саравачког малајског или бахаса Саравака, и стандардног малајског; малезијски мандарински и Ибан. Изговор и нагласак говорног малајског језика разликују се у зависности од матерњег језика, порекла и историје сваког појединца. Старија генерација, од којих су многи стекли основно и средње образовање 1960-их, што је тада било на енглеском језику, генерално добро говори енглески језик: знак британског колонијализма; или који су радили у компанијама повезаним са нафтом и гасом које послују на енглеском, где су попримали енглески, малајски и ибански језик до различитих нивоа мајсторства. То није случај са многим млађим Миријцима, који су се углавном школовали или се образују на малајском или мандаринском језику; већина њих је способна да говори основни енглески са граматиком на коју јако утичу или малајски или мандарински. То због чињенице да је енглески језик после осамдесетих година био сведен на самосталан предмет. Тренутно постоји мањина припадника који говоре енглески као свој први језик, са различитим нивоима знања. Домородачке расе такође говоре своје различите језике, све аустронезијске. Ово укључује језике као што су бераван, брунеи, ибан, кенијски, лун баванг и келабит. Међутим, многи у Мирију теже да користе малајски и малезијски мандарински језик уместо својих аутохтоних језика (попут кајана и келабита) и кинеских дијалеката; са изузетком Ибана, који се овде широко користи; иако су се у прошлости чинили одређени напори да се промовише употреба аутохтоних језика међу млађом генерацијом.

### Религија
Религије у Мирију укључују хришћанство, ислам, будизам, таоизам, хиндуизам, сикизам и бахаи веру. Међу хришћанским црквама постоје Евангеличка црква Борнео, англиканизам, методизам, римокатолици. Одговарајуће верске групе могу слободно да одржавају поворке у граду Мири. Међу запаженим верским местима у Мирију су: храм Туа Пек Конг, морално уздижуће друштво Че Синг Кор, храм Сан Чинг Тиан (莲花 山 三清殿, таоистички храм), катедрала Светог Јосифа (римокатоличка), методистичка црква Хваи Ен, црква Св. Колумба (англиканска), џамија Ал-Таква, џамија Ал-Јамек, храм Сикх и храм Камини Дурга Есвари Аман (хиндуизам). Саравак је претежно хришћански, за разлику од већине индонежанског архипелага.

## Економија
У Мирију постоји неколико индустријских подручја, неки примери укључују индустријско имање Куала Барам (мешовита, лагана и средња индустрија), индустријско имање Пиасау (мешовита лака индустрија), индустријско подручје Сенадин, индустријско имање Ествод и светло индустријско подручје Бекену (прерада хране).
Мири се углавном ослања на своју нафтну и гасну индустрију, што значајно доприноси бруто домаћем производу Саравака. Друге мултинационалне нафтне и гасне компаније такође су овде поставиле своје канцеларије. Нафтно поље Асам Паја откривено је 1989. године, у унутрашњости Саравака.
Дрвна индустрија 1970. до 1980. постала је један од главних произвођача прихода за Мири. Мултинационални конгломерати са седиштем у Мирију, као што су Шин Јанг и Самлинг, имали су рани почетак у дрвној индустрији. Поред тога, бродоградитељске компаније попут бродоградилишта Сеалинк, Шин Јанг, и други своја главна бродоградилишта постављају у индустријском подручју Мири.
Прва велика плантажа уљане палме у Сараваку започела је 1968. године, у којој је новооснована засадила укупно 5,000 ha (0,05000 km2) плантаже уљане палме у близини Мирија, запошљавањем индонежанских радника на овим плантажама. Од 1980-их компанија уљане палме Саравак има укупно 30,000 ha (0,30000 km2) уљане палме у дивизијама Мири и Бинтулу, остварујући укупан приход од 85 милиона 2005. години. Компанија уљане палме Саравак је сада у већинском власништву Шин Јанга и управе за старатељство и развој земљишта Саравак са седиштем у Мирију. До 2014. плантаже уљане палме између зоне Мири-Бинтулу чиниле су 60% укупних имања уљане палме у Сараваку.
Лучка управа Мири основана је 1. фебруара 1981. године и започела је са радом 1. марта 1983. године. Налази се у близини ушћа реке Барам. Лука може да прими бродове до 1500 БТ, са површином генералног терета од 50.895 m² и укупном развијеном површином од 34 хектара (0.34 km²). Углавном се користи за руковање нафтом, дрвним производима, угљем и грађевинским материјалом. МПА је од 2011. до 2013. године обрађивало 23,94 милиона метричких тона робе, што је укупан приход од лучких давања износило 48,58 милиона РМ.
Мири је одредиште за куповину за посетиоце који долазе из суседне државе Брунеј због неслагања у курсу валута (100 брунејских долара за 300 малезијских ринггита), јефтинијих предмета и разних одмаралишта за рекреативне активности. Бинтанг Плаза и тржни центар Боулевард су две главне дестинације за куповину Брунеја. Од 2014. године број туриста је укупно износио 2,9 милиона људи у току једне године. Мири је такође и улаз за еко-туризам у четири национална парка и морски национални парк.
Образовни сектор је још један произвођач прихода за Мири. Универзитет Куртин доносио је 480 милиона девиза годишње од 3000 страних студената који студирају на универзитету.

## Превоз

### Земљиште
Све путеве у Мирију одржава градско веће. Мири је доступан путем од Бандар Сери Бегавана преко контролног пункта који се налази 35 km северно. Мири је повезан са свим већим градовима у Сараваку, укључујући Кота Кинабалу у Сабаху, аутопутем Пан Борнео. Мири је такође повезан са градом Бинтулу обалним путем и Маруди кроз 42 km пута. Мост АСЕАН налази се дуж аутопута Мири-Барам и прелази реку Барам, пружајући директан приступ суседној земљи Брунеју и градовима Лимбанг и Лавас у Сараваку.

#### Јавни превоз
Град Мири има две аутобуске станице, и то локалну (смештену на путу Малаји поред Таму Мухибаха и информативног центра за посетиоце) и аутобуске станице за велике удаљености (смештене у близини угла Пујут). Локална аутобуска станица опслужује подручје града Мири, подручје Бакам, аеродром Мири и Брунеј. Аутобуси за национални парк Ниах, национални парк Ламбир Хилс, Бинтулу, Сибу, Кучинг и Понтианак полазе са велике аутобуске станице. Локалне такси службе се такође пружају у граду, са главним такси стајалиштем у центру града.

### Аеродром
Аеродром Мири важан је улаз у северни регион Саравака. Налази се 11 km јужно од града Мири. Служи као средиште за домаће, међународне и руралне авио-услуге. Аеродром Мири је десети најпрометнији аеродром у Малезији и други у Сараваку. Пружа услуге за 2,2 милиона путника у 2013. години. Аеродром има само један директан међународни лет за Сингапур. Такође прима летове са домаћих дестинација као што су Куала Лумпур, Џохор Бахру, Кота Кинабалу, Лабуан, Кучинг и други већи градови у Сараваку. Аеродром Мири такође пружа летове до унутрашњости Саравака, као што су Барио, Маруди, Лавас, Лимбанг и Муках. Тренутно постоје три авиокомпаније аеродрома Мири, а то су Малејша ерлајнс, Ер Азија и MASwings.

### Вода
Boat Jetty налази се на 45 минута од центра града Мири. Последњи пут је функционисао 2014. године и затворен је због присуства боље ваздушне и путне повезаности са унутрашњошћу, посебно града Маруди и свих осталих већих градова у Бараму.

## Остале комуналне услуге

### Судови и спровођење закона
Тренутни дворски комплекс налази се у улици Мерду, Мири. Садржи виши суд, суд за заседања и суд за прекршаје. Tакође има подређени суд који се налази у подручју надлежности округа Мири и округа Маруди. На путу Пујут постоји једно окружно седиште полиције. Централна полицијска станица Мири налази се на путу Раја, док су остале полицијске станице на путу Бакам, аеродрому Мири, путу Кампунг Туланг, Бекену и Ниах. У Мирију постоји и централни затвор.

### Здравствена заштита
Болница Мири започела је са радом 6. маја 1995. године, налази се 2,5 km од центра града и површине је 87,11 хектара. Болница има 339 кревета и пружа специјалне услуге попут хирургије, офталмологије, акушерства и гинекологије и радиологије. То је такође секундарна болница за препоруке у северном региону Саравак. Такође у Мирију постоје 2 поликлинике, наиме поликлиника Мири и Тудан. Градски медицински центар Мири приватна је болница која је започела са радом 2002. године и има 30 кревета. Медицински центар Колумбија Азија раније је био познат као Медицински центар Селеса. Купљен је 1998. године, налази се на 4 км у центру града Мири. Служи заједницама из Мирија, Лимбанга, Марудија и Брунеја.

### Образовање
Свим основним и средњим школама (под националним образовним системом) управља канцеларија за образовање округа Мири. Садрже и кинеске и исламске основне школе. Постоји неколико националних основних и средњих школа. Мири има 2 од 14 кинеских независних школа у Сараваку. То су средњe школe Пеи Мин (培 民 中学) и Риам Роад (廉 律 中学). Тенби је прва међународна школа у Мирију. Друге приватне школе у Мирију пружају услуге основног образовања.
Универзитет Куртин први је страни универзитет који је основао свој студентски град у Сараваку од 1999. године. Нуди курсеве пословања, рачуноводства и инжењерства. Институт нуди обуку наставника у основним и средњим школама. Колеџ ИБС основан је 1998. године и тренутно нуди курсеве финансија, пословања, рачуноводства и безбедности. Институт за менаџмент нуди дипломски програм за хотелијерство и туризам.
Академија за образовање и обуку Кета нуди курсеве обуке за рад у нафтној и гасној индустрији. Технолошки институт Саравак основан је 1996. године, нудећи техничку обуку у пољопривреди и механици. Национални институт за вештине младих нуди техничку обуку за студенте.

### Библиотеке
Библиотека градског већа Мири основана је 1958. године. Тренутно има представништво у Пиасау, Лутонгу и Таман Тунку. Пустака Мири је регионална библиотека коју је основала Државна библиотека Саравак.

## Култура и разонода

### Атракције и рекреативна места

#### Културне
Фестивал Мири Мај одржава се у Мирију од 1989. То је једномесечно обележавање забавних програма, сајмова, културних, уметничких, спортских и друштвених активности које организују разне владине агенције. Дан града Мири обележава се и током фестивала. Базар се одржава сваке године неколико недеља пре кинеске нове године. Отварају се тезге које свакодневно продају храну и пиће, одећу, украсне предмете, саксије, слике и рукотворине. Сваке вечери одржавају се разни забавни програми попут плесова лавова и змајева. Међународни плес за човечанство одржава сваке године од 2004. Малезијски црвени крст како би промовисао расни и културни склад. Овај догађај представља 40 до 50 мултикултурних плесних трупа које привлаче публику од око 3500. Током овог догађаја не одржава се такмичења у плесу. Уместо тога, прикупљају се средстава за Малезијски црвени крст. Улична забава одбројавања, поводом Дана Малезије, одржава се сваке године од 2010. Састоји се од различитих спортских догађаја на отвореном, уличних забава и забавних програма који трају после поноћи у знак сећања на формирање Малезије 16. септембра 1963. Међународни турнир у дубоком морском риболову Мири одржава се сваке године на Јужном кинеском мору. Учесници полазе из залива Марина и кренућу према океану, где ће остати три дана. Победник је онај који улови највећу рибу у тој категорији. Божићна парада града Мири одржава се сваке године од 2007. Цркве у Мирију започињу параду и украшавају главне улице у центру града.

#### Историјске
Године 2005. у Мирију је отворен музеј нафте како би се сачували корени града (као града нафте и гаса). Музеј нафте изграђен је на месту првог нафтног бунара у Малезији, који је отворен 1910. године. Посетиоци могу да комуницирају напредним уређајима приказаним у музеју. Музеј археологије Ниах налази се у близини археолошког налазишта пећине Ниах. Излажу праисторијске предмете пронађене у том подручју. Регионални музеј Барам отворен је 1997. године, смештен унутар тврђаве Хосе у месту Маруди. Тврђава је спаљена 1994. године, али је касније обновљена према првобитном дизајну и претворена у музеј. Приказује историјске и културне предмете који припадају различитим етничким групама које живе на том подручју. Храм је изграђен 1913. године у знак захвалности монаху за кога се веровало да прогони зле духове. Веровало се да су зли духови изазвали непознату епидемију у Мирију. То је једина зграда која је преживела Други светски рат.

#### Подручја за разоноду и заштиту
Мири је окружен пет националним парковима. Тањунг Лобанг је најстарији рекреативни парк у Мирију. У океан се пружају два дрвена мола која пружају поглед на обалу и светионик морског коњица у заливу Марина. Плажа Хаваји налази се на 15 минута од града Мири. Погодна је за пикник и роштиљ. Плажа Лутонг погодна је за параглајдинг и парамоторне спортове. Плажа Луак Еспланаде се налази 11 км јужно од града. То је уобичајено место за роштиљање и пикнике. Даље до југа од плаже Луак Еспланаде налази се плажа Бунгаи, која се налази у Бекенуу, око 1 сат вожње од града Мири. Од 2015. године феномен „Плавих суза“ изазван биолуминисценцијом динофлагелата може се видети на плажама Мири, посебно на плажи Тусан, која је удаљена пола сата вожње од града Мири.
Парк Мири Булатан отворен је за јавност 1993. године. Има вештачко језеро, стазу за џогинг и саобраћајну башту. Саобраћајне игре одржавају се сваке године у парку Мири Булатан. Јавни парк Мири налази се 3 km од центра града. Има дечије игралиште, ботаничку башту и стазу за трчање. Град Мири је комплекс урбаних паркова који има разноврсне тематске вртове, ботаничку башту, базен, библиотеку и позориште у коме се често одржавају концерти. Цветни врт налази се на улици Асрама. Свака биљка овде има ознаку која наводи име и карактеристике биљке.

#### Остале атракције
У зоолошком врту се налази 1000 естуариних крокодила, укључујући и сундске гавијале. Честе су и друге животиње као што су казуари, сунчеви медведи, питони, мајмуни и дикобрази. Посетиоцима је дозвољено да хране животиње бананама из мензе.

#### Трговина
Садрже бројне тржне центре. Викенд пијаце налазе се у комерцијалном центру који се отвара касно увече, петком и викендом. На тржишту постоји преко 170 тезги које продају поврће, воће, морске производе, пића, сате, рибу са роштиља, пилећа крилца са роштиља и друге производе попут локалних рукотворина, одеће, као и половне часописе по повољним ценама.
Продају рукотворине и сувенире из Саравака, као што су шарене торбе, украси од перли, резбарство и текстил који су израђивале локалне аутохтоне групе, кинеске и малајске занатлије.

### Музика
У Мирију постоје три музичка фестивала. Џез фестивал Борнео покренут је 2006. То је двомесечни фестивал од четири наступа сваке вечери домаћих и међународних џез музичара у хотелу. Азијски музички фестивал је такође дводневна манифестација на којој учествују уметници и музичари из азијских земаља попут Индије, Тајвана, Филипина и Индонезије. Први пут је одржан 2013. године у голф и сеоском клубу, око 5 km од центра града. Привлачи око 4000 љубитеља музике који присуствују догађају. Државни музички фестивал Мири је једнодневни догађај представљен 2014. године, одржан у хотелу. Међу активностима које се овде могу наћи су музичка и плесна радионица и ноћни концерт у којем учествују државни музички бендови из целог света. На располагању су и тезге на којима се продају прехрамбени производи, игре и сувенири.

### Локалне радио станице
Неколико локалних радио станица има канцеларију у граду.

## Кухиња
Централна пијаца Мири налази се у центру старог града. Нуди широк избор локалне хране чији се рецепти преносе генерацијама. Локалне деликатесе као што су кари пиринач и пилећа каша могу се наћи овде. На централној пијаци могу се наћи и егзотична јела од свињског желуца кувана са ананасом и свињска крв са влашацем. Такође у Мирију постоје разни ресторани који нуде морске плодове, западну, кинеску, јапанску и муслиманску храну. Аутентична кухиња са планине Келабит, посебно из Барија, такође се може наћи овде.

## Међународни односи
Неколико земаља основало је своје конзулате у Мирију, укључујући Холандију, Румунију  и Уједињено Краљевство.

### Братски градови
Мири тренутно има два братска града:
- Округ Гуангнинг, Народна Република Кина[207]
- Жупанија Хуалиен, Република Кина[208][209]